# Dimitrowgradzi
Dimitrowgradzi (bulgarisch: Димитровградци, übersetzt: „Menschen von Dimitrowgrad“) ist ein bulgarischer Spielfilm aus dem Jahr 1956. Nikola Korabow und Dutscho Mundrow führten die Regie. Burjan Entschew schrieb das Drehbuch. Walo Radew führte die Kamera. Stefan Remenkow komponierte die Musik. Georgi Kalojantschew, Maria Russaliewa, Iwan Dimow und Boris Tschirakow erschienen in den Hauptrollen.

## Handlung
Der Film zeigt im Stil des sozialistischen Realismus die Entstehung und den Aufbau der Stadt Dimitrowgrad wenige Jahre nach dem Ende des Zweiten Weltkriegs. Gezeigt wird der Enthusiasmus der jungen Leute, der sogenannten Brigadiere, die vom Staat in Brigaden nach Dimitrowgrad geschickt wurden. Dort arbeiteten sie ohne Entgeltung in der Erwartung und Hoffnung, eine „Traumstadt“ für junge Leute zu erschaffen, wo in Zukunft alles wunderbar sein würde.